# Die Siedler von Catan – Das Würfelspiel
Die Siedler von Catan – Das Würfelspiel (seit 2014 Catan – Das Würfelspiel) ist ein von Klaus Teuber entwickeltes Würfelspiel, welches 2007 im Kosmos-Verlag erschien. Es basiert auf dem weltweit erfolgreichen Spiel Die Siedler von Catan und bedient sich des Mechanismus von Würfelpokerspielen (wie bspw. Kniffel).

## Spielweise
Das Spiel enthält 6 Würfel und einen Block mit 60 Spielplänen. Der Spielplan ist dem Spielfeld aus Die Siedler von Catan nachempfunden, allerdings enthält es nur sieben Felder, auf denen bereits Straßen, Städte, Siedlungen und Ritter eingezeichnet sind. Die Würfel sind mit den sechs Rohstoffen Lehm, Holz, Wolle, Getreide, Erz und Gold bedruckt.

### Ablauf
| Name     | Rohstoffe                               | Siegpunkte |
| -------- | --------------------------------------- | ---------- |
| Straße   | 1× Lehm, 1× Holz                        | 1          |
| Ritter   | 1× Erz, 1× Wolle, 1× Getreide           | 1–6        |
| Siedlung | 1× Lehm, 1× Holz, 1× Wolle, 1× Getreide | 3–11       |
| Stadt    | 3× Erz, 2× Getreide                     | 7–30       |

Der aktive Spieler wirft die 6 Würfel bis zu dreimal, nach jedem Wurf kann entschieden werden, welche Würfel er zur Seite legen möchte und mit welchen er erneut würfeln möchte. Spätestens nach seinem dritten Wurf steht das Ergebnis fest und die Würfel werden ausgewertet. Je nach Rohstoffen kann er sich Straßen, Ritter, Siedlungen oder Städte kaufen. Dabei muss an der vorgegebenen Startstraße begonnen werden und immer eine bereits gebaute Straße angrenzen, außerdem muss das freie Feld mit dem niedrigsten Wert zuerst gewählt werden. Die Ausnahme bilden hier die Ritter, die lediglich in der vorgegebenen Reihenfolge gekauft werden müssen. Der Spieler markiert auf seinem Spielplan die erkauften Bauwerke und notiert sich die daran vermerkten Punkte.

Die Ritter können, sobald sie erworben wurden als Rohstoffjoker eingesetzt werden. So ist jeder Ritter einem Rohstoff zugeordnet, welcher einmal im Spiel benutzt werden kann. Der sechste Ritter dient als Universaljoker. Für je zwei Gold kann man sich ein beliebigen anderen Rohstoff ertauschen. In beiden Fällen muss ein Würfel auf das gewünschte Ergebnis gedreht werden, im Falle des Gold einer der Gold Würfel während der zweite nicht weiter benutzt werden kann. Ist es einem Spieler nicht möglich, etwas zu kaufen, muss er sich 2 Minuspunkte notieren.

Nachdem jeder Spieler 15-mal an der Reihe war, was daran zu erkennen ist, dass er alle Punktefelder ausgefüllt hat, endet das Spiel. Alle Spieler zählen ihre Punkte zusammen, der Spieler mit der höchsten Punktzahl gewinnt.

## Erweiterungen
Auf der Internetseite zur Welt von Catan bietet der Verlag zwei Erweiterungen zum selber Ausdrucken an.
Beim Würfelspiel plus wird auf ein Ziel von 10 Siegpunkten gespielt, wobei Straßen und Ritter keine Punkte geben, Siedlungen 1 Punkt und Städte 2 Punkte. Die längste Straße (längste Handelsstraße) und die größte Anzahl an Rittern (größte Rittermacht) gibt jeweils zwei zusätzliche Punkte.
Das Würfelspiel extra orientiert sich mehr am Originalspiel. Die Spieler bauen gemeinsam auf einem großen Plan mit dem Ziel, als erster 10 Siegpunkte zu erhalten. Ansonsten sind die Regeln ähnlich dem Würfelspiel plus.

## Rezensionen
Von den Kritikern wird das Spiel als mittelmäßig gelungener Ableger der Catan-Reihe bezeichnet, ein häufiger Kritikpunkt sind die fehlenden Taktikoptionen und die hohe Zufallskomponente. Häufig werden die online verfügbaren Varianten als gute Abwechslung gelobt. So schreibt Christoph Ledinger beispielsweise auf spieletest.at, das Spiel und seine Erweiterungen «sind gut geeignet als Aufwärmübung oder Abschluss einer Spielerunde, weil sie das große Spiel in eine einfache, schnell zu spielende Form bringen.» Carsten Pinnow kritisiert auf Reich-der-Spiele.de den bitteren Beigeschmack eines Solitärspieles und Györög Kurt von topolino schreibt folgendes: «Die Siedler von Catan – Das Würfelspiel ist ein nettes und interessantes Würfelspiel für die ganze Familie – und sicherlich auch ein „MUSS“ für jeden Catan-Fan. [...] Die Siedler von Catan – Das Würfelspiel plus [...] ist wesentlich interessanter und spannender.»
Das Spiel wurde ins Englische und viele weitere Sprachen übersetzt.